# J. Frank Allee
J. Frank Allee (Dover, 1857. december 2. – Dover, 1938. október 12.) az Amerikai Egyesült Államok szenátora (Delaware, 1903–1907).